# David Brown Milne
David Brown Milne (n. Burgoyne, Ontario, 8 ianuarie 1882 – d. Bancroft, Ontario, 26 decembrie 1953) a fost un autobiograf, critic de artă, ilustrator, pictor, tipograf și scriitor canadian, creditat de a fi fost primul care a realizat stampe multicolore în tehnica numită ac rece, utilizând plăci multiple, una pentru fiecare culoare utilizată.

## Biografie
Milne s-a născut și crescut ca cel mai mic din cei 10 copii ai unei familii de scoțieni prezbiterieni, care imigraseră în Canada. Pregătirea, munca și recunoașterea inițială a artistului canadian au avut loc în New York City, unde Milne a studiat între 1903 și 1905, la Art Students League, alături de alți doi artiști americani, Robert Henri și William Chase.
În timp, lucrările lui Milne de pictură au început să fie din ce în ce mai numeroase comparativ cu cele de ilustrare. Prima sa expoziție personală a avut loc în 1913 la Armoury Show. În timpul primului război mondial, artistul a lucrat ca pictor și ilustrator pentru Armata Statelor Unite ale Americii. Decizând să se întoarcă în Canada permanent, Milne s-a stabilit în provincia sa natală, Ontario, în 1929. Locurile sale favorite de pictat au devenit împrejurimile micii localități Temagami și ale lacului Baptist din apropierea orașului Bancroft.
Chiar după reîntoarcerea sa în Canada, Milne a fost practic necunoscut până în 1934 și apoi a primit doar sporadice semne de recunoaștere. Până relativ recent, artistului i-a fost acordată puțină atenție, când opera sa a început să fie creditată și evaluată similar cu opera celor din Grupul celor șapte (în original, The Group of Seven). În ciuda cvasi-ignorării sale de acasă, unii critici și curatori, printre care Clement Greenberg, criticul de artă american, a fost cel mai proeminent, au scris elogios despre artist, promovându-l repetat. Spre exemplificare, în ultimii ani, The British Museum a achiziționat constant multe din piesele sale fără a face prea mult caz de aceasta.